# Carles Feixa Pàmpols
Carles Feixa Pàmpols (Lérida, 1962) es un catedrático de Antropología social y profesor de la Universidad Pompeu Fabra. Doctor por la Universidad de Barcelona y doctor honoris causa por la Universidad de Manizales (Colombia). Ha sido investigador y profesor visitando en varios centros académicos internacionales. Se ha especializado en el estudio de las culturas juveniles y ha llevado a cabo trabajos de campo en España y México.
Es autor de más de 50 libros, coeditor de la revista Young (Londres / Delhi) y miembro del consejo editorial de múltiples revistas internacionales. Ha sido asesor para políticas de juventud de la Organización de las Naciones Unidas y vicepresidente del Comité de Investigación en Sociología de la Juventud de la International Sociological Association.
En la actualidad es coordinador de la Red de Excelencia sobre Juventud y Sociedad e Investigador Principal del proyecto TRANSGANG del European Research Council.

## Formación académica y científica
Formado en la Universidad de Barcelona, donde se graduó de la Licenciatura en Geografía e Historia y donde obtuvo también el Doctorado en Antropología Social. Amplió sus estudios en Roma, México, Berkeley (EE. UU.) y París. 
Ejerció como profesor en la Universidad de Lérida desde 1988 hasta el 2017, año que se incorporó como catedrático a la Universidad Pompeu Fabra. Además, ha impartido docencia en la Universidad Autónoma de Barcelona y ha sido profesor visitante en universidades de Argentina, Italia, Francia, Reino Unido, México, Colombia, Chile y Perú. También, colabora como docente en la Universidad de Barcelona, la Universidad Autónoma de Madrid y la Universidad Autónoma de Barcelona.

## Líneas de investigación
Sus principales estudios científicos se centran en las culturas juveniles, especialmente de las denominadas bandas juveniles. Además, ha abordado los movimientos de los indignados, la emigración de los jóvenes catalanes en Londres, la juventud del norte de África tras la Primavera Árabe, o las narrativas de la crisis.

### De la generación arroba a la blockchain
Ha abordado el estudio de las juventudes en la era digital a partir del concepto de generación. Primeramente, propuso la denominación Generación @ (arroba), luego Generación # (hashtag) y recientemente presentó la Generación blockchain, o 'cadena de bloques', una metáfora de la juventud de la era postdigital o de Internet 3.0, quienes utilizan las redes para encadenar metadatos con una función social, colaborativa y combativa.

### Modelo renovado de las bandas juveniles
Actualmente, dirige un proyecto innovador de intervención práctica que busca desarrollar un modelo renovado y proponer métodos de mediación más eficaces para las bandas, a fin de prevenir la hegemonía del modelo de banda delincuente. El proyecto se denomina TRANSGANG (acrónimo de Transnational Gangs as Agentes of Mediation) y está financiado por el European Research Council (ERC) bajo el Horizonte 2020 de la Unión Europea. El principal objetivo de TRANSGANG es desarrollar un enfoque transnacional, intergeneracional, intergenérico y transmediático renovado para las bandas del siglo XXI, diferente del modelo local, coetáneo, masculino y cara a cara utilizado para comprender las bandas en el siglo XX. A su vez, la investigación espera producir un libro blanco de buenas prácticas para las políticas públicas.
La fase central de la investigación consiste en una etnografía multisituada que explora las experiencias en que las bandas juveniles han actuado como agentes de mediación, así como las barreras que han bloqueado estos intentos. El proyecto compara organizaciones de jóvenes de la calle de dos comunidades transnacionales -latinos y árabes-, tanto en sus países de origen como en sus nuevos vecinos europeos.

#### Divulgación
*Films documentales
Instrucciones para cuando ya no esté. (Dirigido por Germán Arango y Yira Plaza O’Byrne). Un grupo de jóvenes de Medellín juega a intercambiar parte de su vida cotidiana. Su única guía es un objeto y un conjunto de instrucciones para vivir en ese mundo aparentemente extraño. Mientras cada uno visita y descubre el “nuevo mundo” que les ha sido asignado, el grupo construye colectivamente la historia de una película de ficción donde interpretan a los personajes principales. Durante el ejercicio de creación y al habitar la nueva piel, descubren que muchas de sus historias son compartidas.
Monte Tropic. Una historia del confinamiento. (Dirigido por Andrés Duque). Cuenta la historia de dos amigos marroquíes, que sobreviven mientras la cámara escanea sus cuerpos y rostros. Ambos llevan poco tiempo en España y se enfrentan a una situación supuestamente coyuntural, que debe culminar en la definición de su futuro en medio de la pandemia. El film cuestiona las memorias y los deseos de estos jóvenes, cuya inactividad reclama el derecho a estar por encima del nefasto uso político de su situación.
*PODCAST
Transgang Podcast series: Cada episodio recoge las impresiones de los investigadores y coordinadores etnográficos locales a partir de las actividades y entrevistas realizadas durante las visitas etnográficas a las diferentes localidades de TRANSGANG.

## Obras publicadas (selección)
- Feixa, C. & Valle, F. (2022). M. punk. El ITI y su banda. 978-84-18273-29-2
- Feixa, C., Sánchez-García, J., Premat, C., & Hansen, N. (2022). Failed Emancipations: Youth Transitions, Migration and the Future in Morocco. Societies, 12(6), 159.[15]
- Feixa, C. & Andrade, C. (2020). El Rey. Diario de un Latin King. Barcelona: NED. ISBN: 978-84-16737-85-7.[16]
- Feixa, C. (2018). La imaginación autobiográfica. Barcelona: Gedisa. ISBN: 978-84-1734-150-3
- Feixa, C., Leccardi, C., & Nilan, P. (Eds.). (2016). Youth, Space & Time. Agoras and Chronotopes in the Global City. Leiden & Boston: Brill. ISBN-13: 978-90-042-2583-1.
- Feixa, C. (2014). De la Generación@ a la #Generación. La juventud en la era digital. Barcelona: NED Ediciones. ISBN: 978-84-942364-6-4.[17]
- Leccardi, C., & Feixa, C. (2011). El concepto de generación en las teorías sobre la juventud. Última Década, 19 (34), 11-32.
- Feixa, C., Juris, J.S., & Pereira, I. (2009). Global citizenship and the ‘new, new’ social movements. Young,17(4), 421-442.
- Nilan, P., & Feixa, C. (Eds.). (2006). Global Youth? Hybrid identities and plural worlds. London and New York: Routledge. ISBN (USA): 978-0-415-37070-7.
- Feixa, C. (2006). Generación XX. Teorías sobre la juventud en la era contemporánea. Revista Latinoamericana de Ciencias Sociales, Niñez y Juventud,4(2), 21-45.[18]
- Feixa, C. (Dir.), Porzio, L., & Recio, C. (Coords.). (2006). Jóvenes latinos en Barcelona. Espacio público y cultura urbana. Barcelona: Anthropos.
- Feixa, C. (2000). Generación @. La juventud en la era digital. Nómadas, 13, 76-91.[19]
- Feixa, C. (1998). De jóvenes, bandas y tribus. Barcelona: Ariel. (5.ª Edición Ampliada 2012). ISBN: 978-84-344-4491-7.
- Feixa, C. (1998). El reloj de arena. Culturas juveniles en México. México: Centro de Estudios e Investigaciones sobre la Juventud, Secretaría de Educación Pública. ISBN: 970-18-0521-6.
- Feixa, C. (1996). Antropología de las edades. In J. Prat & A. Martínez (Eds.), Ensayos de antropología cultural (pp. 319-334). Barcelona: Ariel.